# Luciobarbus bocagei
Luciobarbus bocagei é uma espécie de peixe pertencente à família Cyprinidae.
A autoridade científica da espécie é Steindachner, tendo sido descrita no ano de 1864.

## Portugal
Encontra-se presente em Portugal, onde é uma espécie nativa.
O seu nome comum é barbo-do-norte.

## Descrição
Trata-se de uma espécie de água doce e de água salobra. Atinge os 80 cm de comprimento padrão, com base de indivíduos de sexo indeterminado.